# قائمة الجوائز والترشيحات التي تلقاها نيكولاس كيج
هذه قائمة الجوائز والترشيحات التي تلقاها الممثل، والمخرج، والمنتج الأمريكي نيكولاس كيج.

## الجوائز الرئيسية

### جوائز الأوسكار
| العام | العمل المُرشح     | الفئة     | النتيجة | فاز بها                             | مراجع |
| ----- | ---------------- | --------- | ------- | ----------------------------------- | ----- |
| 1996  | مغادرة لاس فيغاس | أفضل ممثل | فوز     |                                     |       |
| 2003  | التكيف           | أفضل ممثل | رُشِّح     | أدريان برودي (عن فيلم عازف البيانو) |       |

### جوائز البافتا
| العام | العمل المُرشح     | الفئة                  | النتيجة | فاز بها                                 | مراجع |
| ----- | ---------------- | ---------------------- | ------- | --------------------------------------- | ----- |
| 1996  | مغادرة لاس فيغاس | أفضل ممثل في دور رئيسي | رُشِّح     | نايجل هوثورن (عن فيلم جنون الملك جورج)  |       |
| 2003  | التكيف           | أفضل ممثل في دور رئيسي | رُشِّح     | دانيال دي لويس (عن فيلم عصابات نيويورك) |       |

### جوائز الغولدن غلوب
| العام | العمل المُرشح       | الفئة                              | النتيجة | فاز بها                                     |
| ----- | ------------------ | ---------------------------------- | ------- | ------------------------------------------- |
| 1988  | مجذوبة القمر       | أفضل ممثل في فيلم موسيقي أو كوميدي | رُشِّح     | روبن ويليامز (عن فيلم صباح الخير يا فيتنام) |
| 1993  | شهر العسل في فيجاس | أفضل ممثل في فيلم موسيقي أو كوميدي | رُشِّح     | تيم روبنز (عن فيلم اللاعب)                  |
| 1996  | مغادرة لاس فيغاس   | أفضل ممثل في فيلم دراما            | فوز     |                                             |
| 2003  | التكيف             | أفضل ممثل في فيلم موسيقي أو كوميدي | رُشِّح     | ريتشارد جير (عن فيلم شيكاغو)                |

### جوائز نقابة ممثلي الشاشة
| العام | العمل المُرشح     | الفئة                         | النتيجة | فاز بها                                 | مراجع |
| ----- | ---------------- | ----------------------------- | ------- | --------------------------------------- | ----- |
| 1996  | مغادرة لاس فيغاس | أفضل ممثل                     | فوز     |                                         |       |
| 2003  | التكيف           | أفضل أداء للممثلين في السينما | رُشِّح     | طاقم ممثلين فيلم شيكاغو                 |       |
| 2003  | التكيف           | أفضل ممثل                     | رُشِّح     | دانيال دي لويس (عن فيلم عصابات نيويورك) |       |

## جوائز وترشيحات أخرى

### جوائز الكوميديا الأمريكية
| العام | العمل المُرشح       | الفئة                         | النتيجة | مراجع |
| ----- | ------------------ | ----------------------------- | ------- | ----- |
| 1988  | ريسينغ أريزونا     | أطرف ممثل في فيلم (دور رئيسي) | رُشِّح     |       |
| 1993  | شهر العسل في فيجاس | أطرف ممثل في فيلم (دور رئيسي) | رُشِّح     |       |

### جوائز آني
| العام | العمل المُرشح          | الفئة                               | النتيجة | مراجع |
| ----- | --------------------- | ----------------------------------- | ------- | ----- |
| 2021  | آل كروودز 2: عصر جديد | أفضل تمثيل صوتي في إنتاج روائي طويل | رُشِّح     |       |

### جوائز إيه إل آو إس
| العام | العمل المُرشح | الفئة                  | النتيجة | مراجع |
| ----- | ------------ | ---------------------- | ------- | ----- |
| 2018  | كلب يأكل كلب | أفضل ممثل في دور رئيسي | رُشِّح     |       |

### جوائز بلوك باستر إنترتينمنت
| العام | العمل المُرشح      | الفئة                              | النتيجة | مراجع |
| ----- | ----------------- | ---------------------------------- | ------- | ----- |
| 1997  | الصخرة            | الممثل المُفضل – أكشن / مغامرة      | فوز     |       |
| 1998  | كون إير، فيس/أوف  | الممثل المُفضل – أكشن / مغامرة      | فوز     |       |
| 1999  | سيتي أوف آنجيلز   | الممثل المُفضل – دراما / رومانسية   | فوز     |       |
| 1999  | ثعبان العيون      | الممثل المُفضل – تشويق              | فوز     |       |
| 2001  | رجل العائلة       | الممثل المُفضل – كوميديا / رومانسية | فوز     |       |
| 2001  | رحل في ستين ثانية | الممثل المُفضل – أكشن               | رُشِّح     |       |

### جمعية بوسطن لنقاد السينما
| العام | العمل المُرشح     | الفئة     | النتيجة | مراجع |
| ----- | ---------------- | --------- | ------- | ----- |
| 1995  | مغادرة لاس فيغاس | أفضل ممثل | فوز     |       |

### مهرجان كاتالينا السينمائي
| العام | العمل المُرشح | الفئة                     | النتيجة | مراجع |
| ----- | ------------ | ------------------------- | ------- | ----- |
| 2014  | جو           | جائزة أيقونة تشارلي شابلن | فوز     |       |

### جوائز اختيار النقاد للأفلام
| العمل | العمل المُرشح     | الفئة     | النتيجة | مراجع |
| ----- | ---------------- | --------- | ------- | ----- |
| 1996  | مغادرة لاس فيغاس | أفضل ممثل | رُشِّح     |       |

### جمعية شيكاغو لنقاد السينما
| العام | العمل المُرشح     | الفئة     | النتيجة | مراجع |
| ----- | ---------------- | --------- | ------- | ----- |
| 1996  | مغادرة لاس فيغاس | أفضل ممثل | فوز     |       |
| 2003  | التكيف           | أفضل ممثل | رُشِّح     |       |

### مهرجان شيكاغو السينمائي الدولي
| العام | العمل المُرشح | الفئة                | النتيجة | مراجع |
| ----- | ------------ | -------------------- | ------- | ----- |
| 2003  | —            | جائزة الإنجاز المهني | فوز     |       |

### جمعية دالاس–فورت وورث لنقاد السينما
| العام | العمل المُرشح     | الفئة     | النتيجة | مراجع |
| ----- | ---------------- | --------- | ------- | ----- |
| 1996  | مغادرة لاس فيغاس | أفضل ممثل | فوز     |       |
| 2003  | التكيف           | أفضل ممثل | رُشِّح     |       |

### مهرجان دوفيل السينمائي الأمريكي
| العام | العمل المُرشح | الفئة                 | النتيجة | مراجع |
| ----- | ------------ | --------------------- | ------- | ----- |
| 2002  | سوني         | الجائزة الكبرى الخاصة | رُشِّح     |       |

### مهرجان جيفاني السينمائي
| العام | العمل المُرشح | الفئة               | النتيجة | مراجع |
| ----- | ------------ | ------------------- | ------- | ----- |
| 2012  | كيك-آس       | جائزة جيفاني للخبرة | فوز     |       |

### جوائز ديربي الذهبية
| العام | العمل المُرشح | الفئة            | النتيجة | مراجع |
| ----- | ------------ | ---------------- | ------- | ----- |
| 2003  | التكيف       | أفضل طاقم ممثلين | رُشِّح     |       |
| 2003  | التكيف       | أفضل ممثل        | رُشِّح     |       |

### جوائز الكاميرا الذهبية
| العام | العمل المُرشح         | الفئة          | النتيجة | مراجع |
| ----- | -------------------- | -------------- | ------- | ----- |
| 2007  | مركز التجارة العالمي | أفضل ممثل دولي | فوز     |       |

### جوائز التوتة الذهبية
| العام | العمل المُرشح                                     | الفئة             | النتيجة | مراجع |
| ----- | ------------------------------------------------ | ----------------- | ------- | ----- |
| 2007  | الرجل الغصن                                      | أسوأ ممثل         | رُشِّح     |       |
| 2007  | الرجل الغصن                                      | أسوأ ثنائي        | رُشِّح     |       |
| 2008  | السائق الشبح، الكنز الوطني: كتاب الأسرار، التالي | أسوأ ممثل         | رُشِّح     |       |
| 2012  | محرك غاضبون, موسم الساحرة, خطيئة                 | أسوأ ممثل         | رُشِّح     |       |
| 2012  | محرك غاضبون, موسم الساحرة, خطيئة                 | أسوأ ثنائي        | رُشِّح     |       |
| 2013  | ألف كلمة                                         | أسوأ فيلم (كمنتج) | رُشِّح     |       |
| 2013  | السائق الشبح: روح الانتقام، طلب العدالة          | أسوأ ممثل         | رُشِّح     |       |
| 2015  | الباقون بالخلف                                   | أسوأ ممثل         | رُشِّح     |       |
| 2017  | سنودن                                            | أسوأ ممثل مساعد   | رُشِّح     |       |

### جوائز شموز الذهبية
| العام | العمل المُرشح    | الفئة           | النتيجة | مراجع |
| ----- | --------------- | --------------- | ------- | ----- |
| 2002  | التكيف          | أفضل ممثل للعام | رُشِّح     |       |
| 2003  | رجال عود الثقاب | أفضل ممثل للعام | رُشِّح     |       |

### جوائز الروح المستقلة
| العام | العمل المُرشح     | الفئة                         | النتيجة | مراجع |
| ----- | ---------------- | ----------------------------- | ------- | ----- |
| 1990  | قبلة مصاص الدماء | أفضل دور سينمائي رئيسي - رجال | رُشِّح     |       |
| 1996  | مغادرة لاس فيغاس | أفضل دور سينمائي رئيسي - رجال | رُشِّح     |       |

### مهرجان إسكيا السينمائي
| العام | العمل المُرشح   | الفئة                  | النتيجة | مراجع |
| ----- | -------------- | ---------------------- | ------- | ----- |
| 2013  | الأرض المتجمدة | جائزة إسكيا الأسطوارية | فوز     |       |

### جوائز جوبيتر
| العام | العمل المُرشح             | الفئة          | النتيجة | مراجع |
| ----- | ------------------------ | -------------- | ------- | ----- |
| 1997  | مغادرة لاس فيغاس، الصخرة | أفضل ممثل دولي | فوز     |       |
| 1998  | كون إير، الوجه المخلوع   | أفضل ممثل دولي | فوز     |       |
| 2006  | الكنز الوطني             | أفضل ممثل دولي | رُشِّح     |       |

### دائرة نقاد لندن
| العام | العمل المُرشح | الفئة      | النتيجة | مراجع |
| ----- | ------------ | ---------- | ------- | ----- |
| 2004  | التكيف       | ممثل العام | رُشِّح     |       |

### جمعية نقاد السينما في لوس أنجلوس
| العام | العمل المُرشح     | الفئة     | النتيجة | مراجع |
| ----- | ---------------- | --------- | ------- | ----- |
| 1995  | مغادرة لاس فيغاس | أفضل ممثل | فوز     |       |

### جوائز إم تي في للأفلام والتلفزيون
| العام | العمل المُرشح    | الفئة                 | النتيجة | مراجع |
| ----- | --------------- | --------------------- | ------- | ----- |
| 1997  | الصخرة          | أفضل ثنائي على الشاشة | فوز     |       |
| 1998  | الوجه المخلوع   | أفضل ثنائي على الشاشة | فوز     |       |
| 1998  | الوجه المخلوع   | أفضل أداء لذكر        | رُشِّح     |       |
| 1998  | الوجه المخلوع   | أفضل شرير             | رُشِّح     |       |
| 1999  | سيتي أوف آنجيلز | أفضل ثنائي على الشاشة | رُشِّح     |       |

### المجلس الوطني للمراجعة
| العام | العمل المُرشح     | الفئة                                     | النتيجة | مراجع |
| ----- | ---------------- | ----------------------------------------- | ------- | ----- |
| 1995  | مغادرة لاس فيغاس | أفضل ممثل                                 | فوز     |       |
| 2005  | ملك الحرب        | تقدير خاص للتميز في صناعة الأفلام (كمنتج) | فوز     |       |

### الجمعية الوطنية لنقاد السينما
| العام | العمل المُرشح                              | الفئة     | النتيجة | مراجع |
| ----- | ----------------------------------------- | --------- | ------- | ----- |
| 1996  | مغادرة لاس فيغاس                          | أفضل ممثل | فوز     |       |
| 2010  | الملازم السيئ ميناء الدعوة - نيو أورليانز | أفضل ممثل | رُشِّح     |       |

### دائرة نقاد السينما في نيويورك
| العام | العمل المُرشح     | الفئة     | النتيجة | مراجع |
| ----- | ---------------- | --------- | ------- | ----- |
| 1995  | مغادرة لاس فيغاس | أفضل ممثل | فوز     |       |

### جمعية نقاد السينما عبر الإنترنت
| العام | العمل المُرشح | الفئة     | النتيجة | مراجع |
| ----- | ------------ | --------- | ------- | ----- |
| 2003  | التكيف       | أفضل ممثل | رُشِّح     |       |
| 2003  | التكيف       | أفضل طاقم | رُشِّح     |       |

### مهرجان بالم سبرينغس السينمائي الدولي
| العام | العمل المُرشح | الفئة                    | النتيجة | مراجع |
| ----- | ------------ | ------------------------ | ------- | ----- |
| 2001  | —            | جائزة ديزرت بالم للإنجاز | فوز     |       |

### جوائز خيار الشعب
| العام | العمل المُرشح         | الفئة               | النتيجة | مراجع |
| ----- | -------------------- | ------------------- | ------- | ----- |
| 2006  | ملك الحرب، رجل الطقس | ممثل الأفلام المُفضل | رُشِّح     |       |

### جوائز جمعية الفيلم السياسي
| العام | العمل المُرشح   | الفئة                                            | النتيجة | مراجع |
| ----- | -------------- | ------------------------------------------------ | ------- | ----- |
| 2004  | حياة ديفيد غيل | جائزة جمعية الفيلم السياسي لحقوق الإنسان (كمنتج) | رُشِّح     |       |

### مهرجان سان فرانسيسكو السينمائي الدولي
| العام | العمل المُرشح | الفئة                | النتيجة | مراجع |
| ----- | ------------ | -------------------- | ------- | ----- |
| 1998  | —            | جائزة بيتر جيه أوينز | فوز     |       |

### مهرجان سان سيباستيان السينمائي الدولي
| العام | العمل المُرشح     | الفئة                     | النتيجة | مراجع |
| ----- | ---------------- | ------------------------- | ------- | ----- |
| 1995  | مغادرة لاس فيغاس | جائزة سيلفر شل لأفضل ممثل | فوز     |       |

### جوائز القديس جرجس
| العام | العمل المُرشح     | الفئة           | النتيجة | مراجع |
| ----- | ---------------- | --------------- | ------- | ----- |
| 1996  | مغادرة لاس فيغاس | أفضل ممثل أجنبي | رُشِّح     |       |

### جوائز ساتالايت
| العام | العمل المُرشح | الفئة                             | النتيجة | مراجع |
| ----- | ------------ | --------------------------------- | ------- | ----- |
| 2003  | التكيف       | أفضل ممثل – فيلم موسيقي أو كوميدي | رُشِّح     |       |

### جوائز سكريم
| العام | العمل المُرشح | الفئة               | النتيجة | مراجع |
| ----- | ------------ | ------------------- | ------- | ----- |
| 2009  | المعرفة      | أفضل ممثل خيال علمي | رُشِّح     |       |
| 2010  | كيك-آس       | أفضل ممثل فنتازيا   | رُشِّح     |       |
| 2010  | كيك-آس       | أفضل بطل خارق       | رُشِّح     |       |

### جوائز ستينكرز باد مووفي
| العام | العمل المُرشح           | الفئة                             | النتيجة | مراجع |
| ----- | ---------------------- | --------------------------------- | ------- | ----- |
| 2001  | مندولين الكابتن كوريلي | اللهجة المزيفة الأكثر إزعاجًا: ذكر | فوز     |       |
| 2001  | مندولين الكابتن كوريلي | أسوأ ثنائي على الشاشة             | رُشِّح     |       |
| 2006  | الرجل الغصن            | أسوأ ممثل                         | رُشِّح     |       |

### جوائز اختيار المراهقين
| العام | العمل المُرشح | الفئة                     | النتيجة | مراجع |
| ----- | ------------ | ------------------------- | ------- | ----- |
| 2010  | كيك-آس       | اختيار ممثل الأفلام: أكشن | رُشِّح     |       |

### مهرجان ترانسيلفانيا السينمائي الدولي
| العام | العمل المُرشح | الفئة                                                 | النتيجة | مراجع |
| ----- | ------------ | ----------------------------------------------------- | ------- | ----- |
| 2019  | —            | كأس ترانسيلفانيان للمساهمة الخاصة في السينما العالمية | فوز     |       |

### جمعية نقاد تورونتو السينمائيين
| العام | العمل المُرشح                              | الفئة     | النتيجة | مراجع |
| ----- | ----------------------------------------- | --------- | ------- | ----- |
| 2002  | التكيف                                    | أفضل ممثل | فوز     |       |
| 2009  | الملازم السيئ ميناء الدعوة - نيو أورليانز | أفضل ممثل | فوز     |       |

### مهرجان تورونتو السينمائي
| العام | العمل المُرشح       | الفئة                                        | النتيجة | مراجع |
| ----- | ------------------ | -------------------------------------------- | ------- | ----- |
| 2019  | لون خارج من الفضاء | جائزة مبادرة تسليط الضوء من التحالف الإبداعي | فوز     |       |

### دائرة فانكوفر لنقاد السينما
| العام | العمل المُرشح | الفئة     | النتيجة | مراجع |
| ----- | ------------ | --------- | ------- | ----- |
| 2003  | التكيف       | أفضل ممثل | رُشِّح     |       |

### جمعية المؤثرات البصرية
| العام | العمل المُرشح | الفئة                          | النتيجة | مراجع |
| ----- | ------------ | ------------------------------ | ------- | ----- |
| 2003  | التكيف       | أفضل أداء لممثل في فيلم مؤثرات | رُشِّح     | [ 1 ] |

### دائرة نقاد أفلام المرأة
| العام | العمل المُرشح | الفئة                         | النتيجة | مراجع |
| ----- | ------------ | ----------------------------- | ------- | ----- |
| 2005  | ملك الحرب    | الشخصية الذكورية الأكثر هجومًا | فوز     |       |

## وصلات خارجية
- قائمة الجوائز والترشيحات التي تلقاها نيكولاس كيج في قاعدة بيانات الأفلام على الإنترنت